# Мухаммад Джамалуль Алам II
Мухаммад Джамалуль Алам II (1889—1924) — 26-й султан Брунея с 10 мая 1906 по 11 сентября 1924 года.

## Биография
Третий сын 25-го брунейского султана Хашима Джалилуля Алама Акамаддина (1885—1906).
В мае 1906 года после смерти своего отца Мухаммед Джамалуль Алам при поддержке английского резидента был избран новым султаном Брунея. Во время его правления произошло распространение ислама, а также султан пытался развивать медицину и образование. Помимо этого в его правление, в стране была обнаружена нефть, что повлияло на развитие страны.
Султан Мухаммад Джамалуль Алам II скончался в возрасте 35 лет 11 сентября 1924 года, cменил его старший сын Муда Ахмад Таджуддин.
Был дважды женат, имел 6 сыновей и 4 дочери.